# لوسین ماتیس
لوسین ماتیس (انگلیسی: Lucien Mathys; ۹ آوریل ۱۹۲۴ – ۱۹ دسامبر ۲۰۱۰) دوچرخه‌سوار اهل بلژیک بود.